# ПВЦ одећа
ПВЦ одећа је сјајна одећа направљена од пластичног поливинилхлорида (ПВЦ). Како се често ПВЦ назива "винил" и ова врста одеће је опште позната као "одећа од винила".  ПВЦ се понекад меша са слично сјајном лакираном кожом.
Изрази „ПВЦ“, „винил“ и „ПУ“ обично се користе наизменично од стране трговаца на мало за одећу направљену од сјајних тканина обложених пластиком. Ове тканине се обично састоје од подлоге ткане од полиестерских влакана са површинским премазом од сјајне пластике. Сам пластични слој је обично мешавина ПВЦ-а и полиуретана (ПУ), при чему 100% ПВЦ производи чврсту тканину са сјајним сјајем и 100% ПУ ствара растезљиву тканину са свиленкастим сјајем (погледајте ПУ ламинат ). На етикети произвођача може писати, на пример, 67% полиестер, 33% полиуретан за тканину која не садржи ПВЦ; или 80% поливинилхлорида, 20% полиуретана уз изостављање полиестера. ПВЦ се може производити у јарким бојама (црна, црвена, бела, плава, наранџаста, розе, сребрна, пругаста, итд.), додајући визуелну привлачност и физичку сензацију које производи ношење одеће од овог материјала.

## Историја
Пластика се користи за израду одећи од њеногг проналаска, посебно у облику кабаница. Употреба ПВЦ-а у креацији одеће усталила се током модних трендова 1960-их и раних 1970-их.  Модни дизајнери тог времена сматрали су ПВЦ идеалним материјалом за дизајнирање футуристичке одеће (чизме, кабанице, хаљине и друга одећа од ПВЦ-а у разним бојама, као и провидна одећа), која се донекле носили и у јавности. ПВЦ одећа се често виђала у филмовима и ТВ серијама као што су Осветници. Од тих деценија сјајна пластична одећа је све више постајала предмет ПВЦ фетишизма .
Средином 1990-их одећа од ПВЦ-а ушла је у моду младих, посебно у облику јакни, сукања и панталона,  и све више се носила у медијима, па није било неуобичајено видети водитеље, моделе, глумице, глумце, певаче и друге познате личности како носе ПВЦ одећу на ТВ-у и у бројним часописима. Како се модни циклус примен ПВЦ одећа настављао она се појавила у мејнстрим уличној моди и наставила да буде централни део фетиш сцене. 
Модни дизајнери као што су Жан Пол Готје, Ив Сен Лоран, Пјер Карден и Андре Куреж  користили су ПВЦ у својим колекцијама. Од 2010. ПВЦ се користи и за женску и за мушку моду.

## Одржавање ПВЦ одеће
ПВЦ одећа захтева негу да би дуже трајала и задржала свој изглед.
Пошто је ПВЦ одећа направљена од платненог слоја прекривеног пластичним слојем, не треба је превише растезати како би се избегло оштећење пластичног слоја. Прекомерно истезање може довести до тога да пластични слој изгуби своју глатку текстуру и постане пругаст, и тим изгуби део свог оригиналног сјаја, може се и поцети.
Ако ПВЦ одећа није запрљана, унутрашњост се може освежити средством за освежавање тканине, а спољашња пластика се може обрисати влажним сунђером. По потреби, ПВЦ одећа се може ручно прати топлом водом и малом количином течног детерџента . Прашак за прање не треба користити јер љуспице могу остати на одећи након прања, или се залепити за пластични слој. 
Детерџент се може уклонити хладном водом и након окретања одеће наопачке може се оставити у хладовини да се осуши. Након сушења изнутра (слој тканине), одећа се може окренути да се осуши споља (пластични слој). 
ПВЦ одећа се може оштетити пеглањем, јер је винил осетљива на топлоту и може се растопити испод пегле, или се под дејством високе температуре из било ког извора, као што су пламен, машине за сушење веша и цигарете, може механички оштетити. Испарења од сагоревања или пушења такође могу да га оштете одећу од ПВЦ пластике. 
ПВЦ одећа различитих боја, посебно бела, може бити подложна мрљама ако се не складишти одвојено. ПВЦ одећа се обично складишти тако да виси у торби за одећу даље од друге одеће. 
Полиестерска тканина која се користи као подлога за ПВЦ одећу је отпорнија на хабање од гуме, а ПВЦ одећа не захтева употребу било каквих сјајних производа. Међутим, могуће је полирати ПВЦ одећу користећи течни силиконски спреј који се продаје у продавницама ауто-аксесоара.